# NOWa Gazeta Biłgorajska
NOWa Gazeta Biłgorajska – tygodnik regionalny ukazujący się w Biłgoraju w każdy wtorek. Działa od 2002, a swoim zasięgiem obejmuje teren Biłgorajszyczny, rozumianej jako powiat biłgorajski oraz niektóre ościenne gminy powiatów sąsiednich.
Czasopismo koncentruje się na aktualnych wiadomościach. Publikuje także teksty publicystyczne, treści popularnonaukowe dotyczące regionu, ogłoszenia i materiały rozrywkowe.
Poza wydawaniem gazety w formie papierowej NOWa Gazeta Biłgorajska prowadzi także witrynę internetową z aktualnościami, ogłoszeniami i informacjami regionalnymi.
Od 2022 roku wydawcą Gazety jest Grupa Wydawnicza "Wspólnota".